# Prionolabis yamamotana
Prionolabis yamamotana là một loài ruồi trong họ Limoniidae. Chúng phân bố ở miền Cổ bắc.